# Mont des Avaloirs
Le mont des Avaloirs est un sommet situé dans le département de la Mayenne, en région Pays de la Loire. Avec une altitude de 416 mètres, il est le point culminant du Massif armoricain.
Il fait partie du parc naturel régional Normandie-Maine depuis 1975. L'Unesco a reconnu ce parc naturel géoparc mondial le 5 septembre 2023. Son site, en limite du département de l'Orne, à Pré-en-Pail, au cœur de la forêt de Multonne, est englobé depuis le 25 septembre 2020 dans la réserve naturelle régionale Mont des Avaloirs.

## Géographie
Point culminant du Massif armoricain et du Grand Ouest, c'est le principal sommet de la longue ligne des collines de Normandie.
Il présente l'aspect d'un plateau de landes et de maigres prés.
Auparavant, le mont des Avaloirs et le signal d'Écouves, situé 17 km au nord dans le département de l'Orne, étaient crédités de la même altitude (417 m). Ainsi les deux sommets dominaient cet ensemble de l'Ouest de la France. Mais depuis, les études de l'IGN ont abaissé ces valeurs à 416 m pour le mont des Avaloirs et à 413 m pour le signal d'Écouves, ce qui fait du mont des Avaloirs le point culminant du Grand Ouest.

## Activités

### Tourisme
Sur place, un belvédère construit en 1994 offre une vue panoramique sur 360° au visiteur : au nord-ouest, la forêt de Monaye et le bassin de Pré-en-Pail traversé par la Mayenne ; au nord-est, le massif de la forêt d'Écouves et notamment la butte Chaumont et le signal d'Écouves, second sommet du Massif armoricain ; vers l'est, le mont Souprat, la campagne d'Alençon et le massif de la forêt de Perseigne ; au sud, les Alpes mancelles et la forêt de Pail ; à l'ouest, le pays bocager de Javron. Venant de Pré-en-Pail et à courte distance du parking du belvédère démarre un sentier qui aboutit au site de la Pierre au Loup,  près duquel prend sa source la rivière Mayenne, sur la commune de Lalacelle, dans l'Orne.

### Cyclisme
Le mont des Avaloirs est considéré comme étant le juge de paix de la course cycliste à étapes le Circuit de la Sarthe - Pays de la Loire. En général, l'étape se termine à Pré-en-Pail. La montée du mont est longue de près de deux kilomètres avec des passages à 8 %.

## Dans la culture

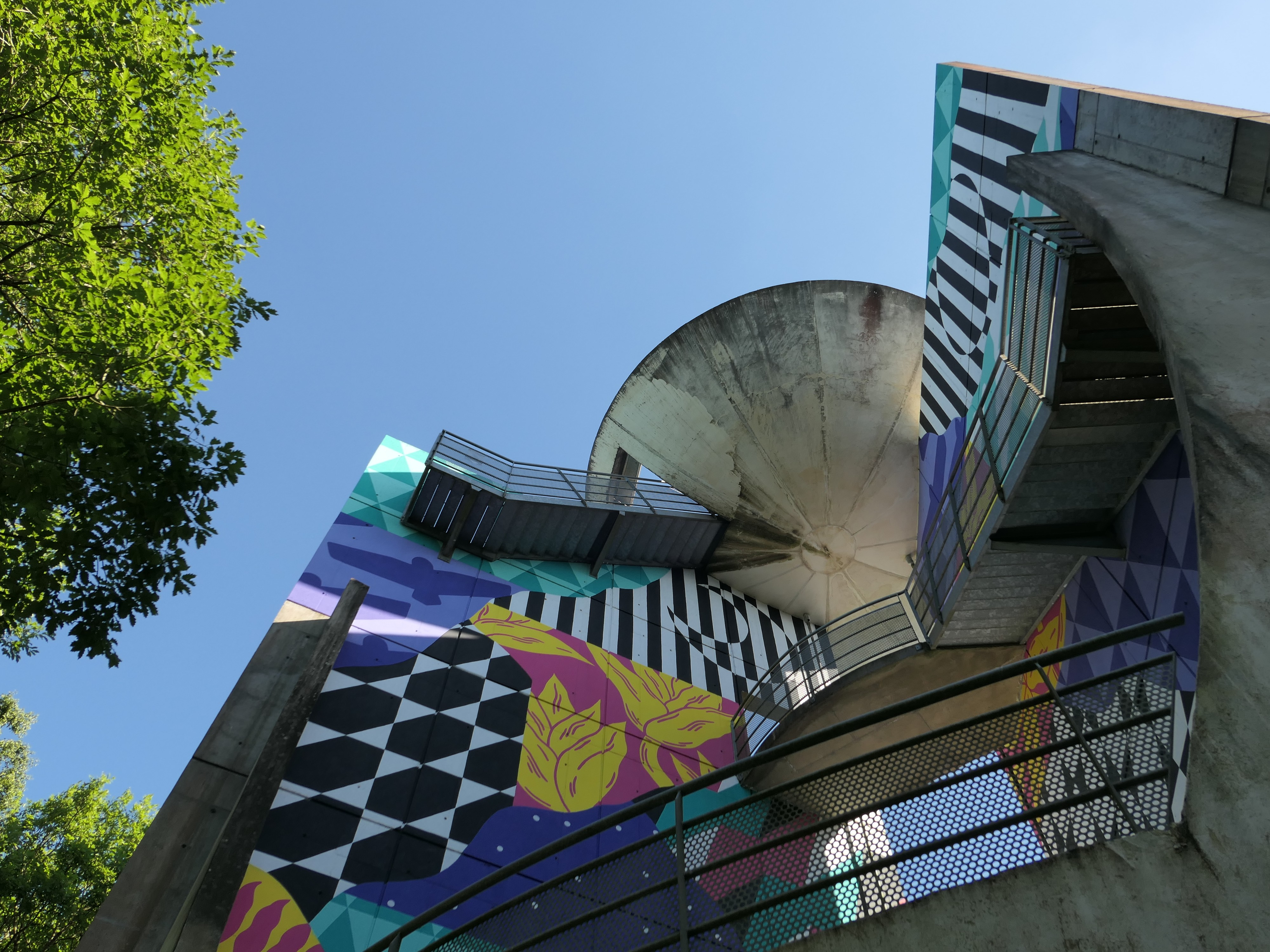
Fresque de Seb Toussaint sur la face nord du belvédère.

En décembre 2011, un premier timbre postal à l'effigie de ce site naturel a été créé par David Marquet, en hommage à André Davoust, député de la Mayenne de 1959 à 1967. Le timbre représente l'ensemble en vue élargie du mont des Avaloirs (forêt de Multonne) avec la présence du blason historique régional des Pays de la Loire et symbolisant aussi la limite avec la Normandie.
En 2019, l'artiste franco-britannique Seb Toussaint y réalise une fresque couvrant la surface des deux pans du belvédère.